# بخش کلرمونت-فران
بخش کلرمونت-فران (به فرانسوی: Arrondissement de Clermont-Ferrand) یک بخش در فرانسه است که در پوی-دو-دم واقع شده‌است.